# Kreuziget sie!
Kreuziget sie! (Alternativschreibweise: Kreuzigt sie!) ist ein deutsches Stummfilmdrama aus dem Jahre 1919 von Georg Jacoby. Die Hauptrollen spielen Pola Negri und Harry Liedtke.

## Handlung
Maria Hartung ist verheiratet und liebt ihren Mann und ihr Kind von ganzem Herzen. Als Liebhaberin von klassischer Musik lädt sie eines Tages den begabten Pianisten van der Straaten in ihre Wohnung ein, damit er ihr ein kleines Privatkonzert gibt. Als Marias Mann nach Hause kommt, missversteht er die Situation völlig und nimmt an, dass ihm seine Gattin fremd geht. Der hochgestellte Göttergatte wirft daraufhin wutentbrannt seine Frau aus dem Haus. So auf sich alleingestellt, folgt Maria van Straaten auf eine Konzertreise nach Amerika.
Doch der Pianist lässt sie dort sitzen, und so muss Maria versuchen, sich mit schnöder Arbeit über Wasser zu halten. Schließlich findet sie eine Beschäftigung im Lunapark auf Coney Island. Maria lernt einen gewissen Pablo Fuentes kennen, mit dem sie schließlich nach Europa zurückkehrt. Fuentes erweist sich als ziemlich miese Type und versucht, mit seinem Wissen über Maria, deren Mann in Deutschland zu erpressen. Maria bringt den Schurken daraufhin um. Anschließend kehrt sie zu ihrem Gatten zurück, nimmt Gift und stirbt zu seinen Füßen.

## Produktionsnotizen
Kreuziget sie! entstand im Spätfrühling 1919 im Ufa-Union-Atelier in Berlin-Tempelhof und passierte die Filmzensur im Juli 1919. Der vieraktige Film war im Original 1546 Meter (in der Neuzensur 1921 lediglich 1434 Meter) lang und wurde am 18. Juli 1919 am U.T. Kurfürstendamm uraufgeführt. Ein Jugendverbot wurde ausgesprochen. Die österreichische Premiere war am 12. Dezember 1919. Die dort gezeigte Fassung war mit etwa 1600 Metern unwesentlich länger als die deutsche Originalversion.
Die Filmbauten entwarf Kurt Richter.

## Kritiken
„Es ist die sich ewig wiederholende Geschichte daß die vom Manne vollständig vernachlässigte Frau Ablenkung sucht und mit besten Charaktereigenschaften doch für leichtsinnig gehalten wird. Die Lebensbahn der Frau wird abschüssig, wenn der Mann in starrer Korrektheit sie ungehört verurteilt. Pola Negri, der man sonst gerne dämonische Rollen zuweist, hat für die verkannte und verstoßene Frau warme Töne, die ebenso warme Teilnahme hervorrufen. Kraft dieser Eigenschaft und der technischen Vorzüge darf dieses Werk auf einen starken Publikumserfolg rechnen.“

In Paimann’s Filmlisten ist zu lesen: „Stoff hochdramatisch, Photos, Spiel, Szenerie und besonders die Tanzszenen ausgezeichnet (ein Schlager I. Ranges).“